# IMAM Ro.37
І. М. А.М Ро.37 «Рись» ( італ. IMAM Ro.37 "Lince" ) - італійський навчально-тренувальний та розвідувальний літак часів Другої світової війни .

## Історія
На початку 1930-х років Королівські ВПС Італії видали замовлення створення нового навчально-тренувального літака, замість застарілих фірми Ansaldo . Створення такого літака взяла на себе Південна авіабудівна компанія ( IMAM ), що розташовувалася в Неаполі . Літак повинен був бути на рівні не нижче зарубіжних аналогів того часу, таких як: Hawker Hart, Fokker CX та Р-5 . Наприкінці 1933 був представлений перший прототип майбутнього літака моделі Ro.37. Це був класичний біплан із радіальним двигуном водяного охолодження Fiat A.30 RA V-12 потужністю 550 л. с. Літак цілком влаштував військових і з наступного 1934 розпочалося його серійне виробництво. Після ряду вдосконалень, зокрема установки потужнішого мотора Piaggio P.IX RC потужністю 640 л. с., а також обтічників на шасі, з 1936 року почалося виробництво покращеної версії Ro.37bis .
На Другу італо-ефіопську війну літак не потрапив, зате взяв участь у Громадянській війні в Іспанії . Тут вони становили базу парку розвідників, підтримуючи піхоту. Вже жовтні 1936 року франкістам було відправлено, разом із іншими італійськими літаками, перші 10 Ro.37bis. До кінця року їхня кількість збільшилася до двох десятків. Тут із них утворили розвідувальну групу XXII Gr. "Lince". Поступово, переконавшись у невисокій ефективності Ro.37bis, після 1937 їх почали поступово повертати до Італії.
У самій Італії та в її колоніях станом на 10 червня 1940 літаки типу IMAM Ro.37bis були в наступних частинах ВПС:
- 30-та ескадрилья О. А. (Палермо, Італія)
- 110-та ескадрилья О. А. (Діре-Дуа, Ефіопія)
- 120-та ескадрилья О. А. (Елмас, Італія)
- 124-а ескадрилья О. А. (Тирана, Албанія)
- 127-а та 128-а ескадрильї О. А. (Ель-Адем, Лівія)

Зі вступом Італії у Другу світову війну літаки типу Ro.37bis застосовувалися при вторгненні до Греції та Югославії, а також у Північній Африці. Разом з тим до початку 1940-х стало зрозуміло, що даний тип літака, навіть як розвідник, значно застарів і годиться хіба що для навчання майбутніх пілотів. У цьому ролі деяких льотних школах останні Ro.37bis допрацювали майже остаточно війни.
IMAM Ro.37 став одним із небагатьох італійських літаків 1930-40-х років, які мали досить непоганий експортний потенціал. Крім Іспанії, літаки цього типу поставлялися в Австрію (8 одиниць), Афганістан (16 одиниць), Еквадор (10 одиниць), Угорщину (14 одиниць), Уругвай (6 одиниць). Варто ще згадати, що частина літаків цього типу, крім італійських двигунів, оснащувалися ще й французькими Gnome-Rhône 14K.

## Модифікації
- IMAM Ro.37 - базова модель з двигуном Fiat A.30 RA V-12 потужністю 550 л. с.
- IMAM Ro.37bis - вдосконалений варіант
- IMAM Ro.43 - гідроплан-розвідник
- IMAM Ro.44 - катапультний гідролітак-винищувач
- IMAM Ro.45 - подальший розвиток Ro.35 із двигуном Isotta Fraschini Asso XI. RC40 потужністю 820 л. с. Побудований у 1935 році, один прототип.

## Країни-експлуатанти
- Італія
- Іспанія
- Австрія
- Угорщина
- Афганістан
- Еквадор
- Уругвай

## Технічні характеристики
- Довжина - 8,56 м
- Розмах крила - 11,08 м
- Площа крила - 31,35 м. кв.
- Висота - 3,15 м
- Вага порожнього - 1587 кг
- Вага злітна - 2420 кг

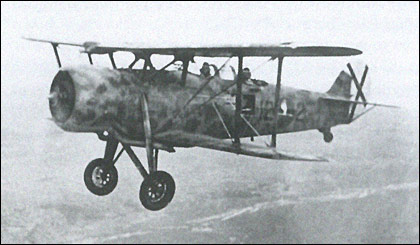
IMAM Ro.37 у небі Іспанії.

- Швидкість максимальна - 330 км\год
- Швидкість крейсерська - 250 км\год
- Дальність - 1120 км
- Стеля - 7200 метрів
- Екіпаж - 2 особи
- Двигун - один зіркоподібний Piaggio P.IX RC 40 потужністю 560 л. с.
- Озброєння - два синхронні 7,7-мм і один 7,7-мм турельний кулемет Breda-SAFAT
- Бомбове навантаження - до 12 бомб масою 15 кг на підфюзеляжних та підкрилових підвісках